# 칸초네타
음악에서 칸초네타(canzonetta)는 1560년 즈음에 기원한 이탈리아의 세속적인 보컬 작품이다. 칸초네타는 칸초나 또는 칸초네의 축소형으로, 본래는 성악곡이었다. 이것도 멜로디적인 소품이라는 장르의 곡이다. 차이코프스키의 바이올린 협주곡의 제2악장이 좋은 예이다.

## 대표적인 작곡가
칸초네타의 작곡가는 다음을 포함한다:
- 클라우디오 몬테베르디
- 디트리히 북스테후데
- 요제프 하이든